# Ugory (Warszawa)
Ugory – historyczna część miasta Warszawy, w jego północno-wschodniej części, w dzielnicy Białołęka.
Ugory rozpościerały się wzdłuż dawnej ulicy Kościuszki (współczesnej ulicy Artyleryjskiej). Na starych domach pod numerem 39 i 45 przy ulicy Artyleryjskiej widnieją nadal stare tabliczki z napisem "Gmina Bródno, Kolonia Ugory, ul. Kościuszki...".

## Historia
Ugory to dawna podwarszawska kolonia. Od 1867 należała do gminy Bródno powiatu warszawskiego w guberni warszawskiej.
W okresie międzywojennym gmina Bródno należała do powiatu warszawskiego w woj. warszawskim. 20 października 1933 Ugory weszły w skład nowo utworzonej gromady Aleksandrów w gminie Bródno, która objęła kolonie Annopol Wiejski, Aleksandrów, Józefówka, Stefanówka i Ugory oraz folwarki Emilin, Idalin, Konstantynów i Marywil.
Podczas II wojny światowej znalazły się w Generalnym Gubernatorstwie, w dystrykcie warszawskim. Okupant przekształcił w marcu 1943 gromadę Aleksandrów w gromadę Ugory, która w 1943 roku liczyła 669 mieszkańców.
Po wojnie gmina powrócono do stanu administracyjnego sprzed wojny, przez co gromada Ugory stała się ponownie gromadą Aleksandrów. 15 maja 1951 wraz z głównym obszarem gminy Bródno Ugory zostały włączone do Warszawy.